# Jesse Lynch Williams
Jesse Lynch Williams (* 17. August 1871 in Sterling, Illinois; † 14. September 1929 in Herkimer, New York) war ein US-amerikanischer Journalist, Autor von Romanen und Kurzgeschichten sowie Dramatiker, der für sein Theaterstück Why Marry? 1918 als erster Dramatiker den Pulitzer-Preis für Theater erhielt.

## Leben
Nach dem Studium absolvierte Williams ein Studium an der Princeton University und wurde nach Beendigung des Studiums erster Herausgeber der Princeton Review. Gemeinsam mit John De Witt war er Verfasser des Buches The History of Princeton University. In der Folgezeit war er nicht nur als Journalist tätig, sondern verfasste neben Romanen und Kurzgeschichten auch Theaterstücke.
1918 erhielt er für sein Theaterstück Why Marry? als erster Dramatiker den Pulitzer-Preis für Theater. Seit 1908 war er gewähltes Mitglied der American Academy of Arts and Letters.

## Veröffentlichungen
- Princeton stories, 1895
- Rudyard Kipling, 1899
- The adventures of a freshman, 1899
- The stolen story, and other newspaper stories, 1899
- New York sketches, 1902
- The day-dreamer, being the full narrative of The stolen story, 1906
- The girl and the game, and other college stories, 1908
- My lost duchess, an idyl of the town, 1908
- Mr. Cleveland, a personal impression, 1909
- The married life of the Frederic Carrolls, 1910
- „And so they were married“, a comedy of the new woman, 1914
- Remating time, 1916
- Not wanted, 1923
- She knew she was right, 1930